# 四平路 (台中市)
四平路為台灣台中市市區重要的連絡道路之一，大約呈南－北向，全路不分段。起於中清路二段；迄於環中路一段（崇德交流道）。全路大部分皆為雙向二車道，僅於部分路段具有雙向四車道；其中中清路二段—路路段原屬於台中市鄉道市3線，於2010年臺中縣市合併後解編，改列為市區道路。

## 行經行政區域
- 北屯區

## 分段
- 四平路：中清路二段—環中路一段

## 車道配置
- 中清路－榮德路：雙向二車道
- 榮德路－崇德十路二段：雙向四車道
- 崇德十路二段－昌平路二段：雙向二車道
- 昌平路二段－環中路一段：雙向四車道

## 沿線設施

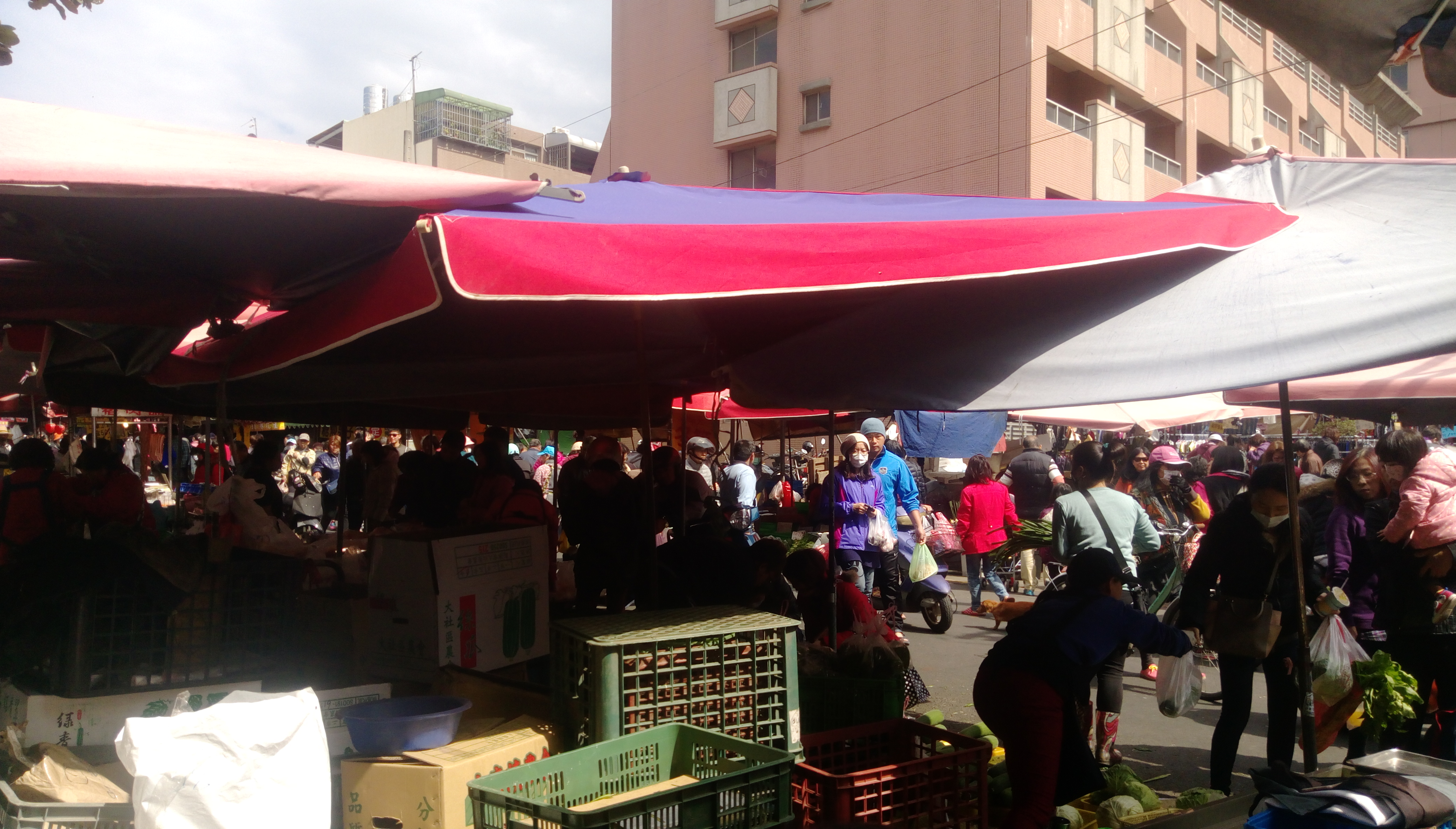
水湳市場，位於四平路起點

由南向北排列

| - 水湳市場 中清路二段 四平路（北屯區） 大連北路 - 臺中市北屯區仁愛國民小學 - 台灣糖業股份有限公司商品行銷事業部 - 仁愛公園 - 臺中市私立衛道高級中學 松竹路三段 | - 台中馬禮遜美國學校 崇德十路二段 - 臺中市第十四期市地重劃區 - 北屯區四民衛生所 路 豐樂路 - 臺中市立圖書館總館 昌平路二段 - 臺中洲際棒球場 環中路一段 |  |